# Alone (i-Ten)
Alone è una canzone composta da Billy Steinberg e Tom Kelly, e registrata sotto il nome de i-Ten per l'album Taking a Cold Look (1983).
Successivamente il brano fu inciso anche dagli attori Valerie Stevenson e John Stamos, per la colonna sonora originale della sitcom della CBS Dreams nel 1984. 
Nel 1987 fu realizzata una cover dalla band rock americana Heart, la quale fu inserita nel loro album del Bad Animals. Quest'ultima ottenne un enorme successo tanto da scalare le classifiche di Stati Uniti e Canada. 
Nel 2007, Céline Dion la incise per il suo album Taking Chances, mentre nel 2010 Alyssa Reid utilizzò la musica e i testi per il coro della sua canzone Alone Again.

## Alone(versione degli Heart)
Gli Heart pubblicarono la canzone come primo singolo promozionale del loro nono album in studio, Bad Animals, nel maggio 1987. La loro versione è una power-ballad che inizia con una linea di pianoforte e una voce sommessa di Ann Wilson, che porta a un ritornello synth-led hard-rock. Tom Kelly, coautore della canzone e anche cantante di sessione esperto, fornì le parti di alta armonia nel disco.
Una versione "scollegata" della canzone apparve in seguito sull'album degli Heart, The Road Home (1995). Una versione estesa di Alone fu inclusa nel CD singolo di There's the Girl, pubblicato in Giappone come terzo singolo di Bad Animals.

### Videoclip musicale
Il videoclip della canzone è stato diretto da Marty Callner e pubblicato nel giugno 1987. Inizia con Ann in cima ad un balcone mentre canta e Nancy, in fondo al palco, che suona il pianoforte (simile alla famosa scena di Romeo & Giulietta). Tutta la band è in abiti scuri ed Ann indossa anche una veletta. Un'altra scena mostra Nancy mentre si esibisce al piano che crolla al primo attacco del ritornello. Durante il secondo verso, appare un set abbattuto e fatiscente, con Nancy che suona il piano al suo interno. A queste scene si alternano altre che la mostrano cavalcare un cavallo nero e saltare sul palco con la sua chitarra mentre entra in gioco la sezione strumentale. Le scene finali mostrano li'intera band esibirsi, saltare e cantare sul palco e in mezzo al pubblico, per poi finire con le due sorelle Wilson che si guardano negli occhi.

### Successo commerciale
Alone fu il più grande successo della rock-band, trascorrendo tre settimane alla numero 1 della Billboard Hot 100 negli Stati Uniti nel luglio 1987. Si classificò anche seconda nella Billboard Year-End Top Pop Singles del 1987, dietro a Walk like an Egyptian de The Bangles. Il singolo raggiunse la prima posizione anche nella classifica dei singoli più venduti in Canada e nella classifica adult contemporary.
Il singolo fu un successo anche nel Regno Unito, dove raggiunse la terza posizione della Official Singles Chart Top 100 e diventando l'unica canzone degli Heart a raggiungere la top 5 britannica. Alone raggiunse la top 5 anche in Irlanda, Norvegia e Svizzera, mentre nel resto d'Europa e del mondo fu nelle top ten di Australia, Belgio e Paesi Bassi.

### Formati e tracce
CD Singolo Promo (Giappone) (Capitol Records: TODP-2508)
1. Alone – 4:44 (Billy Steinberg, Tom Kelly)
2. The Road Home – 4:37 (Ann Wilson, Nancy Wilson)

CD Singolo Promo (Stati Uniti) (Capitol Records: DPRO-79024)
1. Alone – 3:40 (Steinberg, Kelly)

CD Singolo Promo (Stati Uniti) (Capitol Records: DPRO-10267)
1. Alone (Edit) – 4:20 (Steinberg, Kelly)
2. Alone (Album Version) – 4:51 (Steinberg, Kelly)

LP Singolo 7" (Australia; Benelux) (Capitol Records: CP 1944; Capitol Records: 1C 006 20 1801 7)
1. Alone – 3:38 (Steinberg, Kelly)
2. Barracuda (Live) – 4:38 (A. Wilson, Michael Derosier, N. Wilson, Roger Fisher, Sue Ennis)

LP Singolo 7" (Canada; Europa) (Capitol Records: B-44002; Capitol Records: 1C 006 20 1801 7)
1. Alone – 3:38 (Steinberg, Kelly)
2. Barracuda (Live) – 4:38 (A. Wilson, Derosier, N. Wilson, Fisher, Ennis)

LP Singolo 7" (Ecuador) (EMI: 121-0067)
1. Alone (Solitario) – 3:38 (Steinberg, Kelly)
2. Who Will You Run To (Quien Te Seguira!) – 4:06 (Diane Warren)

LP Singolo 7" (Filippine) (Capitol Records: CAP-45-736)
1. Alone – 3:38 (Steinberg, Kelly)

LP Singolo 7" (Francia; Giappone) (Capitol Records: 2018017; Capitol Records: ECS-17699)
1. Alone – 3:38 (Steinberg, Kelly)
2. Barracuda (Live) – 4:38 (A. Wilson, Derosier, N. Wilson, Fisher, Ennis)

LP Singolo 7" (Honduras; Irlanda) (Capitol Records: 4763; Capitol Records: CL 448)
1. Alone – 3:38 (Steinberg, Kelly)
2. Barracuda (Live) – 4:38 (A. Wilson, Derosier, N. Wilson, Fisher, Ennis)

LP Singolo 7" (Italia; Nuova Zelanda) (Capitol Records: 06 2018017; Capitol Records: F 44002)
1. Alone – 3:38 (Steinberg, Kelly)
2. Barracuda (Live) – 4:38 (A. Wilson, Derosier, N. Wilson, Fisher, Ennis)

LP Singolo 7" (Portogallo; Regno Unito) (Capitol Records: 2018017; Capitol Records: CL 448)
1. Alone – 3:38 (Steinberg, Kelly)
2. Barracuda (Live) – 4:38 (A. Wilson, Derosier, N. Wilson, Fisher, Ennis)

LP Singolo 7" (Spagna; Stati Uniti) (Capitol Records: 1C 006-20 1801 7; Capitol Records: B-44002)
1. Alone – 3:38 (Steinberg, Kelly)
2. Barracuda (Live) – 4:38 (A. Wilson, Derosier, N. Wilson, Fisher, Ennis)

LP Singolo 12" (Australasia; Italia) (Capitol Records: ED 261; Capitol Records: 14 2018026)
1. Alone – 3:38 (Steinberg, Kelly)
2. Barracuda – 4:38 (A. Wilson, Derosier, N. Wilson, Fisher, Ennis)
3. Magic Man – 4:02 (A. Wilson, N. Wilson)

LP Singolo 12" (Brasile) (Capitol Records: 9951 041)
1. Alone – 4:06 (Steinberg, Kelly)

LP Singolo 12" (Nuova Zelanda; Regno Unito) (Capitol Records: GOOD 181; Capitol Records: 12CL 448)
1. Alone – 3:38 (Steinberg, Kelly)
2. Barracuda – 4:38 (A. Wilson, Derosier, N. Wilson, Fisher, Ennis)
3. Magic Man – 4:02 (A. Wilson, N. Wilson)

MC Singolo (Regno Unito) (Capitol Records: TC-CL 448)
1. Alone – 3:38 (Steinberg, Kelly)
2. Barracuda – 4:38 (A. Wilson, Derosier, N. Wilson, Fisher, Ennis)
3. Magic Man – 4:02 (A. Wilson, N. Wilson)

MC Singolo (Stati Uniti) (Capitol Records: 4B-44002)
1. Alone – 3:38 (Steinberg, Kelly)
2. Barracuda – 4:38 (A. Wilson, Derosier, N. Wilson, Fisher, Ennis)

### Versioni ufficiali
- Alone (Album Version) – 3:38
- Alone (Edit Version) – 4:20
- Alone (CD Single Promo American Album Version) – 4:51
- Alone (CD Single Promo Japan Version) – 4:44
- Alone (Long Version) – 5:30
- Alone (The Road Home Version) – 4:45

### Classifiche

#### Classifiche settimanali
| Classifica (1987)                                     | Posizione massima raggiunta |
| ----------------------------------------------------- | --------------------------- |
| Australia (ARIA)                                      | 6                           |
| Austria (Ö3 Austria Top 40)                           | 22                          |
| Belgio Fiandre (Ultratop 50 Singles)                  | 8                           |
| Canada (RPM 100 Singles)                              | 1                           |
| Canada (RPM Adult Contemporary)                       | 1                           |
| Canada (The Record's Retail Singles Chart)            | 1                           |
| Europa (Eurochart Hot 100 Singles)                    | 9                           |
| Germania (Media Control Charts)                       | 18                          |
| Irlanda (IRMA)                                        | 3                           |
| Norvegia (VG-lista)                                   | 5                           |
| Paesi Bassi (Dutch Top 40)                            | 6                           |
| Paesi Bassi (Single Top 100)                          | 6                           |
| Regno Unito (Official Singles Chart Top 100)          | 3                           |
| Stati Uniti (Billboard Hot 100)                       | 1                           |
| Stati Uniti (Billboard Hot Adult Contemporary Tracks) | 2                           |
| Stati Uniti (Billboard Mainstream Rock Songs)         | 3                           |
| Svizzera (Schweizer Hitparade)                        | 4                           |

#### Classifiche di fine anno
| Classifica (1987)                                       | Posizione |
| ------------------------------------------------------- | --------- |
| Australia (AMR)                                         | 37        |
| Belgio Fiandre (Ultratop 100 jaaroverzichten 1987)      | 62        |
| Canada (RPM Top 100 Singles of '87)                     | 11        |
| Norvegia (VG-lista - Topp 20 Single Sommer 1987)        | 9         |
| Paesi Bassi (Single Top 100 Over 1987)                  | 56        |
| Paesi Bassi (Dutch Chart Jaaroverzichten - Single 1987) | 52        |
| Stati Uniti (Billboard Top Pop Singles)                 | 2         |
| Stati Uniti (Billboard Top Adult Contemporary Singles)  | 23        |
| Svizzera (Swiss Year-End Charts 1987)                   | 18        |

#### Classifiche di tutti i tempi
| Classifica (1958-2018)                           | Posizione |
| ------------------------------------------------ | --------- |
| Stati Uniti (Billboard Hot 100 60th Anniversary) | 254       |

### Crediti e personale
Personale
- Basso - Mark Andes
- Batteria - Denny Carmassi
- Chitarra - Howard Leese, Nancy WIlson
- Cori - Mark Andes, Howard Leese, Ann Wilson, Nancy Wilson
- Tastiere - Howard Leese, Nancy Wilson
- Voce - Ann Wilson, Nancy Wilson

### Cronologia di pubblicazione
| Paese         | Data           | Formato                    |
| ------------- | -------------- | -------------------------- |
| Australia     | 1987           | Vinile (7")                |
| Australasia   | 1987           | Vinile (12")               |
| Benelux       | 1987           | Vinile (7")                |
| Brasile       | 1987           | Vinile (12")               |
| Canada        | 1987           | Vinile (7")                |
| Ecuador       | 1987           | Vinile (7")                |
| Europa        | 1987           | Vinile (7")                |
| Filippine     | 1987           | Vinile (7")                |
| Francia       | 1987           | Vinile (7")                |
| Giappone      | 1987           | Vinile (7")                |
| Honduras      | 1987           | Vinile (7")                |
| Irlanda       | 1987           | Vinile (7")                |
| Italia        | 1987           | Vinile (7") (12")          |
| Nuova Zelanda | 1987           | Vinile (7") (12")          |
| Portogallo    | 1987           | Vinile (7")                |
| Regno Unito   | 1987           | Musicassetta               |
| Regno Unito   | 1 giugno 1987  | Vinile (7") (12")          |
| Spagna        | 1987           | Musicassetta • Vinile (7") |
| Stati Uniti   | 1987           | Musicassetta • Vinile (7") |
| Stati Uniti   | 29 aprile 1987 | Musicassetta • Vinile (7") |

## Alone(versione di Céline Dion)
Céline Dion incise una cover di Alone per il suo decimo album in studio in lingua inglese, Taking Chances (2007). Il brano fu pubblicato come secondo singolo promozionale in Europa e Nord America, e come terzo nel Regno Unito nel 2008. Prodotta da Ben Moody, ex membro degli Evanescence, la canzone divise la critica; mentre alcuni la considerarono come una delle migliori tracce di Taking Chances, altri pensarono che la cover fosse troppo simile all'originale.

### Contenuti e pubblicazione
Nel 2007 Céline Dion pubblicò il suo decimo album in studio in lingua inglese intitolato Taking Chances e contenente come una delle tracce la cover di Alone. Quest'ultima versione, prodotta dall'ex membro della rock-band Evanescence, Ben Moody, presenta pianoforti tintinnanti e archi avvolgenti.
La canzone fu pubblicata nel marzo 2008 come secondo singolo promozionale in Corea del Sud, Europa e Nord America, mentre nel Regno Unito fu pubblicato come terzo singolo promozionale il 5 maggio 2008. La data di pubblicazione nel Regno Unito coincise con quella della tappa britannica del Taking Chances World Tour.
Nell'ottobre 2008, Alone fu inserita nella versione europea del greatest hits My Love: Essential Collection.

### Recensioni da parte della critica
La critica musicale si divise per il nuovo singolo della Dion. Stephen Thomas Erlewine di AllMusic la considerò come una delle migliori tracce di Taking Chances, scrivendo: "Céline tenta di strappare Alone degli Heart da Carrie Underwood e presepi dal rock operistico di Kelly Clarkson, due palesi ladri che, quando sono combinati con il quartetto di cambi espliciti, dà a Taking Chances un'atmosfera vagamente disperata, come se Céline avesse bisogno di dimostrare che regna ancora sovrana tra tutte le dive". Sarah Rodman del The Boston Globe elogiò la voce della cantante ma non la produzione e il nuovo arrangiamento della cover. Nella sua recensione di Taking Chances, scrisse: "L'arruolamento dell'ex chitarrista degli Evanescence, Ben Moody aggiunge poco; in effetti, l'accordo di copia carbone non racchiude in sé tanto pugno melodrammatico spazzato dal vento quanto It's All Coming Back to Me Now di Dion. Ottima voce, melodia eccezionale, ottima interpretazione, ma Alone è già impresso indelebilmente da Ann Wilson degli Heart".
Ashante Infantry, editore della Toronto Star, definì la canzone una "traccia da diva, sentimentale e degna di nota", mentre Chuck Taylor di Billboard l'ha definì "una cover turbolenta". Rob Sheffield di Rolling Stone scrisse una recensione negativa della canzone, scrivendo: "Non è niente in confronto a Dion che urla la decima milionesima versione di Alone degli Heart (pazzo pungente, cane!), prodotta dall'ex chitarrista degli Evanescence, Ben Moody - Amy Lee, incontra il proiettile più feroce che tu abbia mai schivato".

### Successo commerciale
Il singolo non ottenne il successo commerciale sperato. In Canada salì alla numero 57 della classifica generale dei singoli stilata da Billboard; fece meglio nella classifica adult contemporary, dove raggiunse la settima posizione.
In Europa Alone debuttò il 24 novembre 2007 alla numero 85 della classifica britannica dei singoli più venduti, trascorrendo in totale solamente due settimane in classifica. Entrò anche nella classifica svedese, posizionandosi alla numero 52.

### Interpretazioni dal vivo, promozione e pubblicazioni
L'8 marzo 2008 la CBS mandò in onda uno speciale televisivo dedicato a Céline Dion e intitolato That's Just the Woman in Me. Durante lo show la cantante presentò a tanti altri brani anche il brano Alone. L'esibizione è stata diffusa anche come videoclip ufficiale del singolo.
Céline presentò Alone anche nelle televisioni d'Europa, in Francia si esibì al talent show Star Academy, mentre nel Regno Unito cantò nello speciale TV An Audience with Céline Dion. Nel novembre 2007, fu ospite dei talk show americani The View e The Oprah Winfrey Show per promuovere Alone.
La cantante interpretò il brano durante il suo Taking Chances World Tour; la performance è stata inclusa nel'album live Taking Chances World Tour: The Concert.

### Formati e tracce
CD Singolo Promo (Corea del Sud; Regno Unito) (Sony BMG Music Entertainment: SB10402C; Columbia: 88697296532)
1. Alone – 3:23 (Billy Steinberg, Tom Kelly)

CD Singolo Promo (Stati Uniti) (Columbia)
1. Alone (Album Version) – 3:23

Download digitale (Regno Unito) (Sony BMG Music Entertainment)
1. Alone – 3:23

### Classifiche

#### Classifiche settimanali
| Classifica (2007-2008)                             | Posizione massima raggiunta |
| -------------------------------------------------- | --------------------------- |
| Canada (Billboard Canada AC)                       | 7                           |
| Canada (Billboard Canadian Hot 100)                | 57                          |
| Canada (Billboard Hot Canadian Digital Song Sales) | 25                          |
| Quévec (ADISQ)                                     | 5                           |
| Regno Unito (Official Singles Chart Top 100)       | 85                          |
| Stati Uniti (Billboard Bubbling Under Hot 100)     | 24                          |
| Svezia (Sverigetopplistan)                         | 52                          |

#### Classifiche di fine anno
| Classifica (2008)                | Posizione |
| -------------------------------- | --------- |
| Canada (R&R Top Canada AC Songs) | 20        |

### Crediti e personale
Registrazione
- Registrato ai Studio At The Palms di Las Vegas (NV); Conway Studios di Los Angeles (CA)
- Mixato ai Resonate Music di Burbank (CA)
- Masterizzato all'Universal Mastering Studios di New York City (NY)

Personale
- Arrangiato da (archi) - David Campbell
- Basso - Marty O'Brien
- Batteria - Abe Laboriel Jr.
- Chitarra - Michael "Fish" Herring
- Masterizzato da - Vlado Meller
- Mixato da - Chris Lord-Alge
- Musica di - Tom Kelly, Billy Steinberg
- Pianoforte - David Hodges
- Produttore - Ben Moody
- Registrazione strumenti - Dan Certa
- Registrazione voci - François-Éric Lalonde
- Testi di - Tom Kelly, Billy Steinberg

## Impatto artistico

### Cover di altri interpreti
- La cantante rumena Dida Drăgan, accompagnata dalla band Monolit (guidata da Sorin Chifiriuc), reinterpretò il brano nel 1987, intitolandolo Singurătate.
- Il cantante australiano Robert Forster reinterpretò il brano nel suo album del 1995 I Had a New York Girlfriend.
- Il cantante messicano Marianne reinterpretò il brano nel 1995, intitolandolo Sola.
- Nel 1999 fu remixato dal J&R Project nel brano Keep it Up.
- Il gruppo progressive metal finlandese Warmen reinterpretò il brano nel loro album del 2002 Beyond Abilities. Fu cantato da Kimberly Goss.
- Il chitarrista giapponese Syu reinterpretò il brano in un suo album da solista. Fu cantato da Akane Liv.
- Kim Sozzi registrò una versione dance-pop del brano nel 2006.
- Il gruppo symphonic metal olandese After Forever reinterpretò il brano inserendolo nella raccolta Metallic Emotions (Vol. 1).
- La cantante statunitense Becca inserì il brano come b-side nel suo singolo del 2008 I'm Alive.
- Nel 2009 fu remixato da Ras Kass nella traccia Gotten by on My Own del mixtape Quarterly.
- La cantante portoricana Janina Irizarry reinterpretò il brano nell'edizione spagnola del suo terzo studio album.
- Alyssa Reid nel 2011 pubblicò il singolo Alone Again, sostanziale cover del brano con l'aggiunta di un pezzo rap.
- L'introduzione del brano fu utilizzata nel singolo What If di Jason Derulo.
- La cantante e attrice filippina Anne Curtis reinterpretò il brano nell'album del 2011 Annebisyosa.
- Il gruppo crossover classico Il Divo reinterpretò il brano nell'album del 2012 Il Divo: The Greatest Hits, intitolandolo Solo (Alone).
- Nel 2013, l'artista australiano Anthony Callea inserì una cover del brano nel suo album Thirty.

### Apparizioni in altri media
- Il brano fu inserito nella colonna sonora di Cold Case - Delitti irrisolti.
- Una cover del brano fu inserita nel videogioco Karaoke Revolution Presents: American Idol.
- Nel 2009 il brano fu utilizzato in uno spot del Burger King e della salsa A1.[76]
- Carrie Underwood, Gina Glocksen, Ramiele Malubay, Allison Iraheta e Jacob Lusk reinterpretarono il brano nel programma American Idol.
- Melissa O'Neil, Ashley Coles e Mark Day reinterpretarono il brano nel programma Canadian Idol.
- Penelope reinterpretò il brano nel programma Pinoy Idol.
- Jill Gioia eseguì Alone nel programma Rock Star: Supernova.
- Doctors Rak e Tak reinterpretarono il brano nel programma America's Got Talent durante le audizioni newyorkesi.
- Il brano fu interpretato da Matthew Morrison e Kristin Chenoweth nella serie televisiva Glee.
- Il brano fu inserito nella colonna sonora della commedia statunitense Miranda, in onda sulla BBC.
- Nel 2011, Cari Fletcher interpretò il brano in X Factor.
- Il brano è presente nella colonna sonora dell'episodio La tempesta del secolo, di C'è sempre il sole a Philadelphia.
- Il brano è stato utilizzato nell'episodio 15 della seconda serie del telefilm The Goldbergs.